# L Liceum Ogólnokształcące z Oddziałami Integracyjnymi im. Ruy Barbosy w Warszawie
L Liceum Ogólnokształcące z Oddziałami Integracyjnymi im. Ruy Barbosy w Warszawie – publiczne liceum ogólnokształcące znajdujące się w warszawskiej dzielnicy Praga-Północ, wchodzące w skład Zespołu Szkół nr 73 z CXXX Liceum Ogólnokształcącym dla Dorosłych w Warszawie. Patronem szkoły jest Ruy Barbosa, brazylijski mąż stanu, polityk i prawnik.

## Historia
Szkoła jest spadkobiercą założonej w 1908 r. prywatnej żeńskiej szkoły Heleny Rzeszotarskiej. Placówka ta powstała przy ulicy Nowostalowej. W 1915 r. szkoła przeniosła się na ulicę Konopacką 4. I wojna światowa doprowadziła do poważnych problemów finansowych tej instytucji.
Do roku 1919 obok progimnazjum Helena Rzeszotarska prowadziła dwuletnią Szkołę Zawodową Żeńską z działami krawiectwa i bieliźniarstwa. W 1923 roku otworzyła V klasę gimnazjum. W kolejnych latach następne, aż do VIII. W ten sposób przy ulicy Konopackiej 4 działało już pełne ośmioletnie gimnazjum. W roku 1927 pierwsze absolwentki tej szkoły zdały maturę.
Reforma szkolna ministra Jędrzejewicza zmieniła dotychczasowy charakter szkoły. Prywatna Żeńska Szkoła Heleny Rzeszotarskiej składała się z:
- szkoły powszechnej sześcioklasowej
- gimnazjum czteroklasowego
- liceum dwuklasowego.

Otrzymało numer 130. Po zakończeniu II wojny światowej szkoła istniała jako Prywatna Żeńska Szkoła Powszechna, Gimnazjum i Liceum. Władze państwowe podjęły decyzję o upaństwowieniu szkoły w 1949 roku. Otrzymała wtedy nazwę Państwowej Ogólnokształcącej Żeńskiej Szkoły stopnia podstawowego i licealnego numer 17. Helena Rzeszotarska przestała być właścicielką szkoły, którą stworzyła. Na fali tych zmian w roku 1958 władze zdecydowały się na odznaczenie Heleny Rzeszotarskiej Krzyżem Oficerskim Orderu Odrodzenia Polski.
W 1959 r. szkoła przeniosła się na ulicę Burdzińskiego 4.
W 1977 roku w szkole otwarto Izbę Tradycji i Pamięci Narodowej. We wrześniu tego roku L LO im. Ruy Barbosa zostało połączone z XIII LO dla Pracujących, tworząc Zespół Szkół Ogólnokształcących nr 3. W 1985 roku miały miejsce dwa istotne dla szkoły wydarzenia. Pierwszym było pożegnanie długoletniej dyrektorki szkoły Alodii Łoniewskiej, która nieprzerwanie od 1959 roku kierowała placówką. Od września dyrektorem L LO był Andrzej Dubielak. Funkcja wicedyrektora została powierzona Irenie Chmiel. Drugim ważnym wydarzeniem było odsłonięcie pomnika patrona szkoły z udziałem Ambasadora Brazylii.
W roku 1992 dyrektor Andrzej Dubielak rozpoczął przebudowę szkoły. Dobudowane zostało drugie piętro (budowa zakończona w 1994), a wnętrze zmodernizowano i dostosowano do przyjęcia młodzieży z niepełnosprawnościami, L LO stało się bowiem szkołą integracyjną. Przez czas prac budowlanych nauka toczyła się normalnie. Remont zakończył się we wrześniu 1995 r.

## Absolwenci (m.in.)
- Hanna Bakuła
- Tomasz Borkowy
- Grażyna Ojrzyńska
- Janusz Palikot
- Andrzej Pilipiuk
- Ewa Sałacka
- Włodzimierz Szaranowicz
- Zbigniew Wawer